# Campata

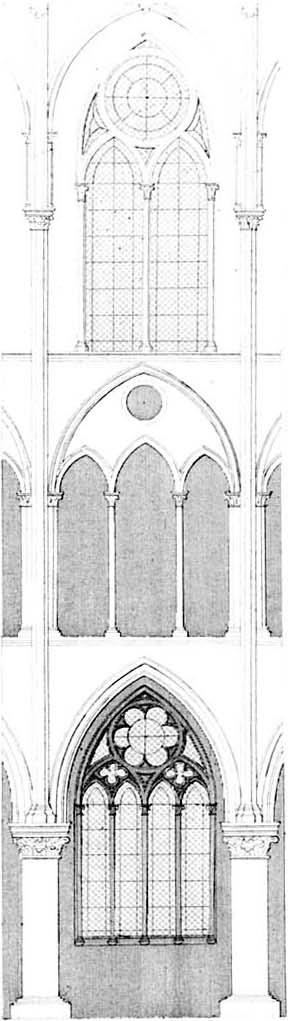
Esempio del modulo di una campata a Notre-Dame di Parigi

Il termine campata è usato in architettura e in ingegneria civile per definire lo spazio che si trova fra due o più elementi portanti di una struttura.

## In ingegneria civile

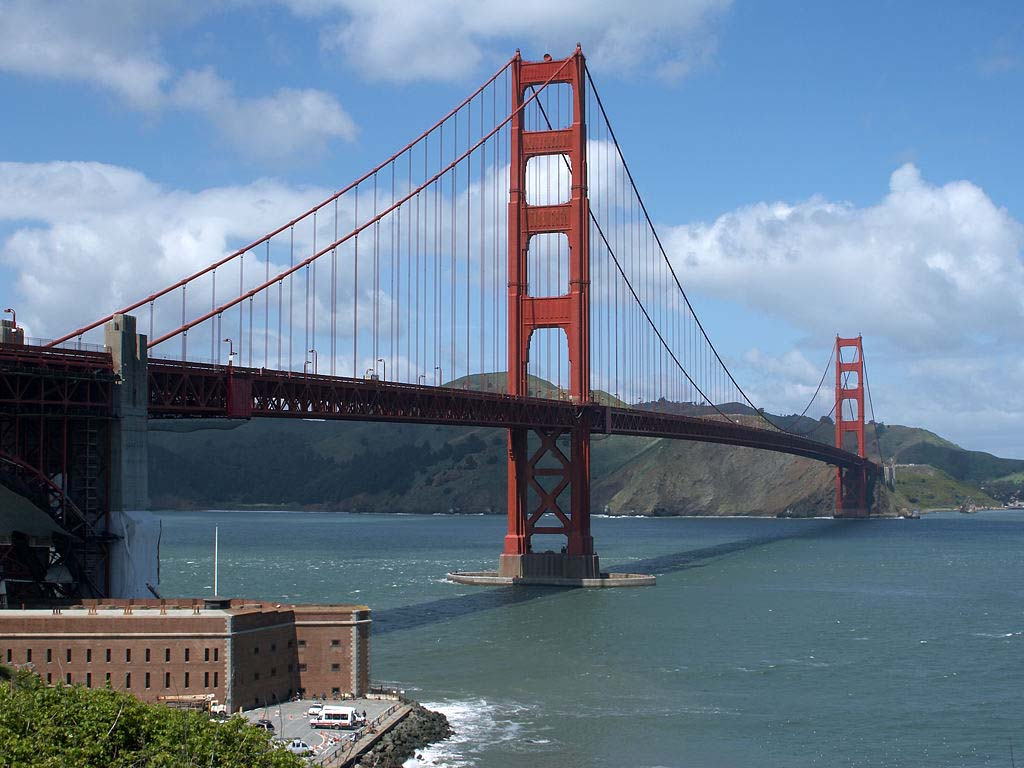
Golden Gate Bridge a San Francisco: ponte sospeso a tre campate con una campata centrale, compresa tra i due imponenti piloni metallici e due campate laterali tra i piloni e le spalle

Ad esempio in un ponte è la distanza compresa tra due piloni, in un colonnato con archi corrisponde all'intervallo tra le colonne. Si indicano spesso le campate di un ponte per dare un'idea della loro struttura: un "ponte a campata unica" (come alcuni progetti per il ponte sullo Stretto di Messina) si regge su due soli piloni tra i quali è compresa la campata. In linea di massima, la struttura di base può essere ripetuta a volontà, estendendo la lunghezza del fabbricato in base ai bisogni.
Il sistema è stato di primaria importanza nell'architettura del ferro e lo è tuttora in varie forme di architettura contemporanea.
Secondariamente, il termine di "campata" viene utilizzato anche per indicare la distanza compresa tra due pali di una conduttura elettrica, di una funivia e simili.

## In architettura
Quando si parla di architettura, la campata è quello spazio verticale compreso tra due pilastri, o colonne, solitamente reggenti un arco.
Ad esempio le navate di una chiesa possono essere divise in campate (per esempio si può dire: "seconda campata della navata sinistra"). Questa struttura modulare è stata molto importante per l'architettura gotica e medioevale in genere. Il sistema è stato di primaria importanza nell'architettura del ferro e lo è tuttora in varie forme di architettura contemporanea.
Spesso, le campate sono a loro volta divise orizzontalmente in più parti. Per le chiese a più navate, per esempio la navata centrale presenta generalmente in basso il livello delle arcate, al di sopra spesso si osservano le gallerie dei matronei o/e del triforio, e infine, sotto le coperture, il livello del cleristorio, costituito dal piano delle finestre. La struttura a campate può continuare nei singoli moduli delle volte: nel caso di una volta a crociera classica, si può riconoscere la campata come una struttura rettangolare (o quadrangolare) delimitata dai quattro piedritti sui quali la volta si appoggia. In un palazzo, la divisione orizzontale di una campata sarà in genere scandita dai singoli piani abitabili.

## Galleria d'immagini

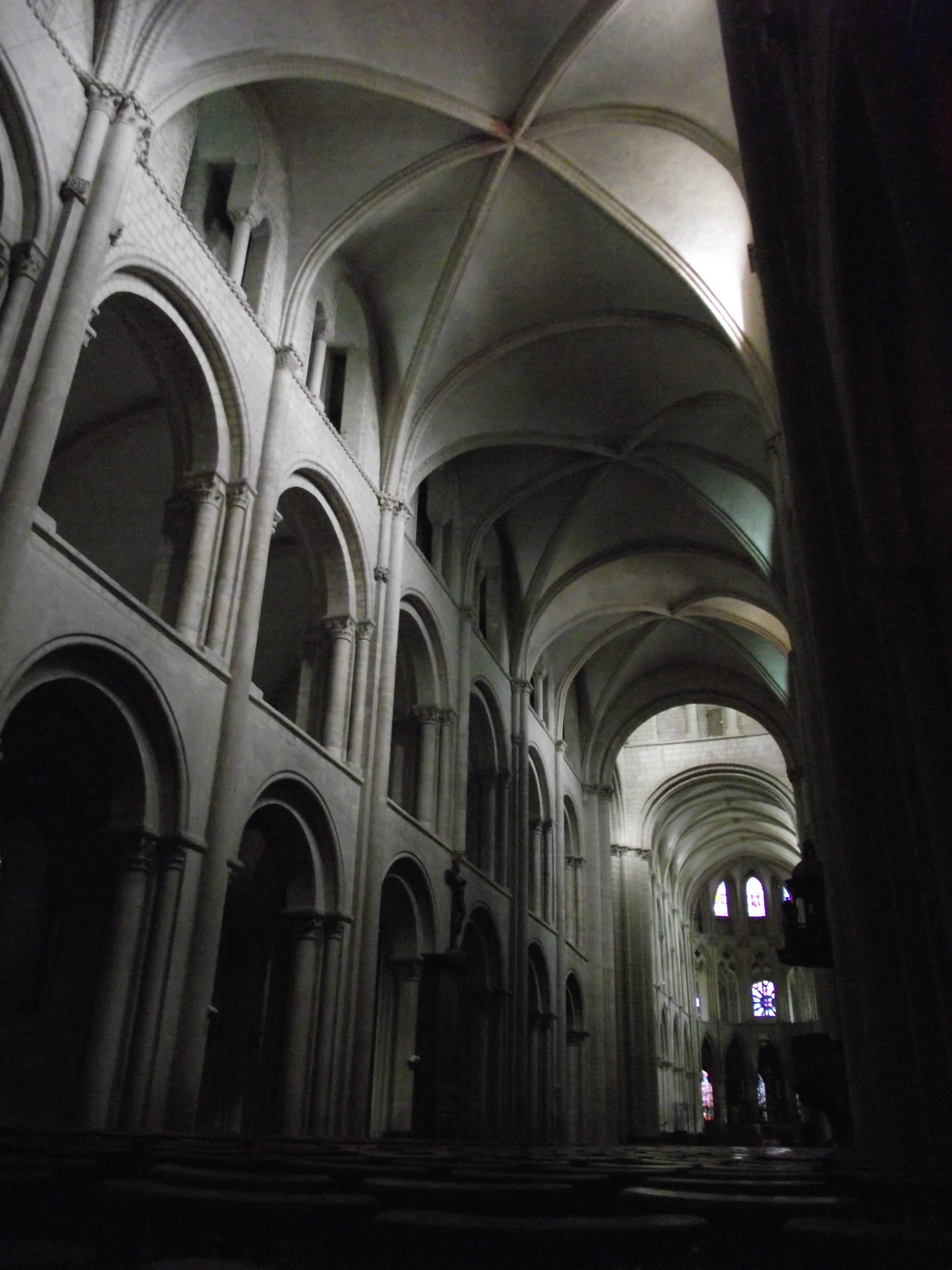
La volta a crociera esapartita poggiante su due campate della chiesa di Santo Stefano a Caen
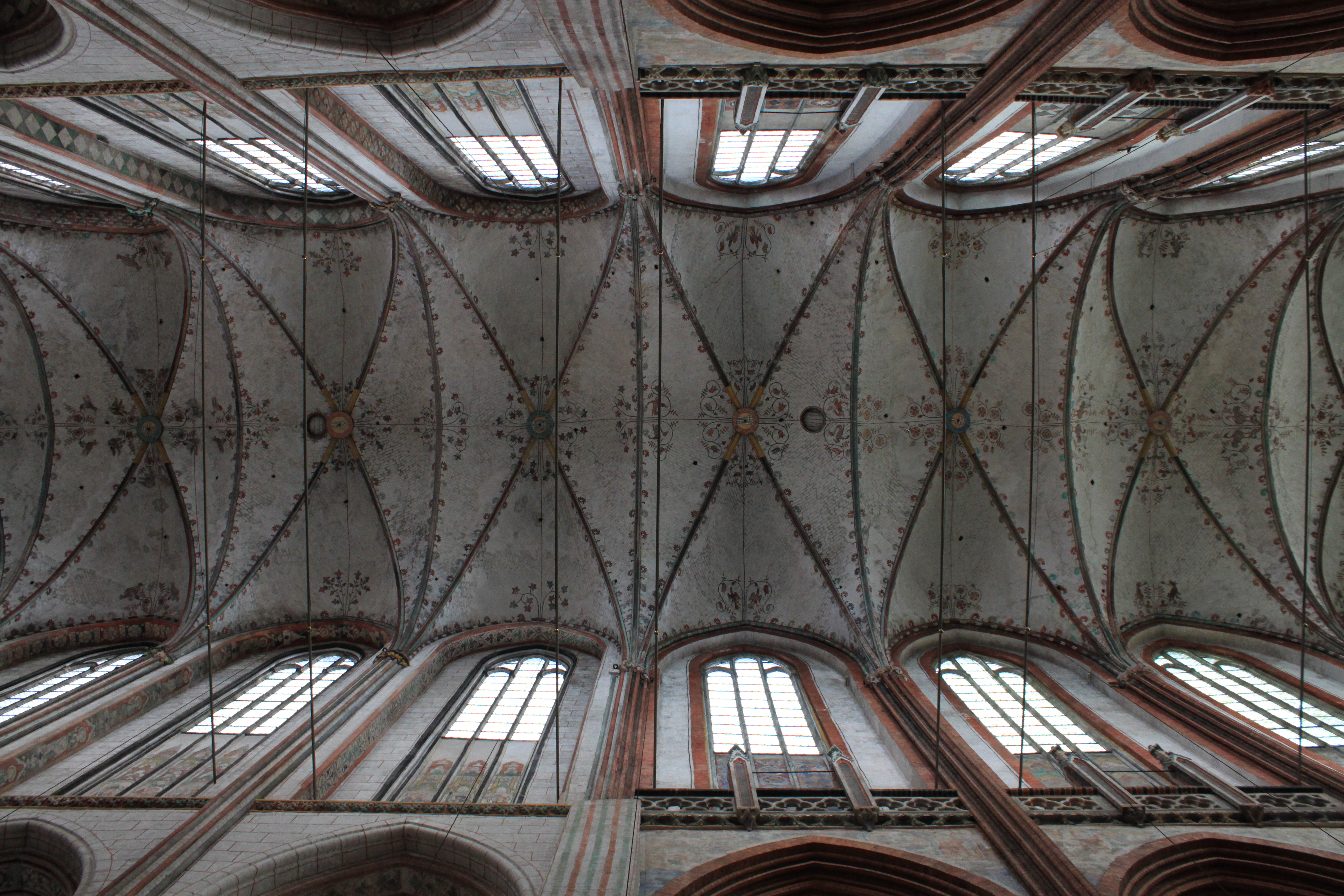
La volta a crociera classica combaciante con ciascuna campata nella chiesa di Santa Maria a Lubecca
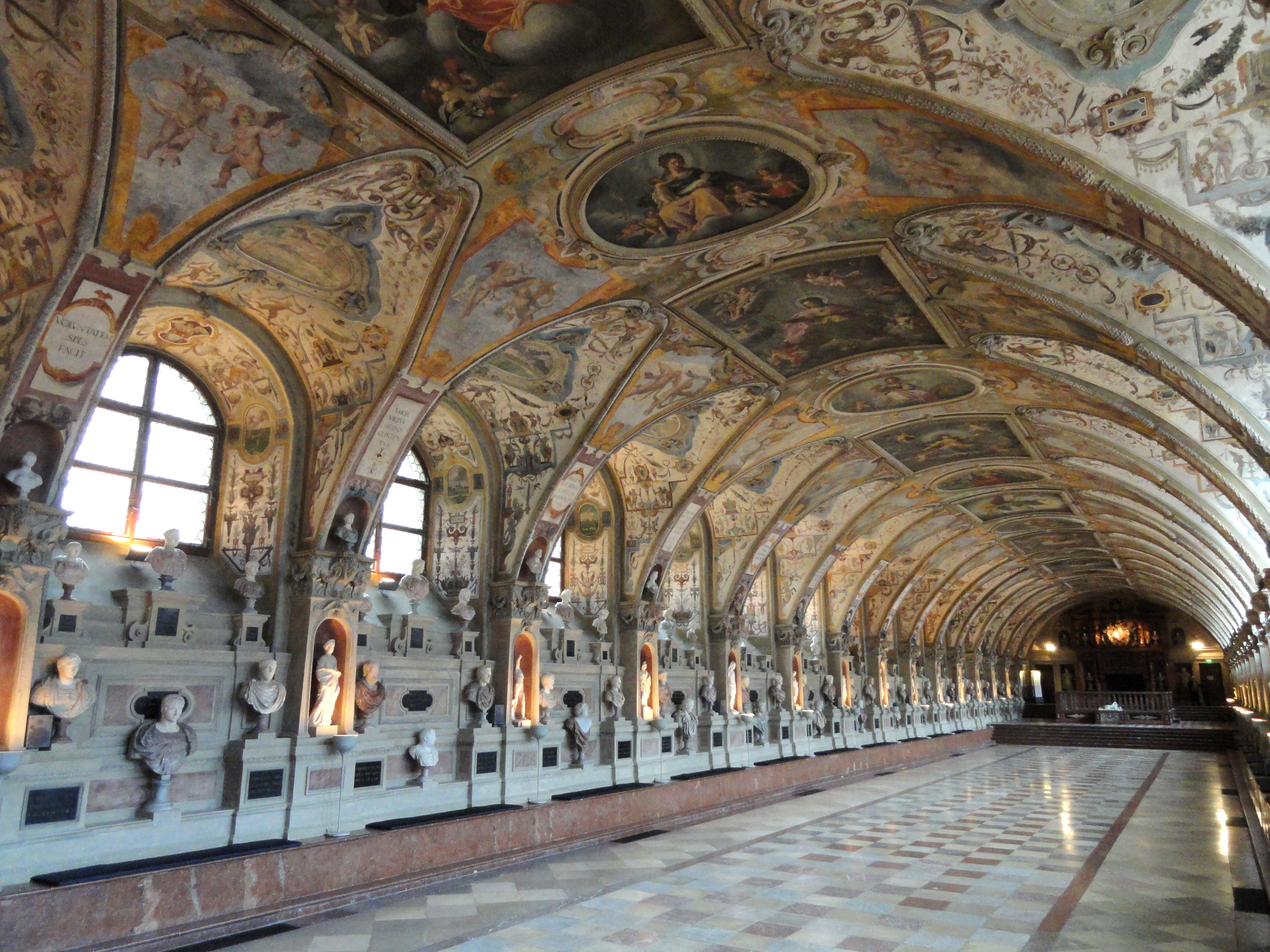
Campate nell'Antiquarium della Residenza di Monaco di Baviera
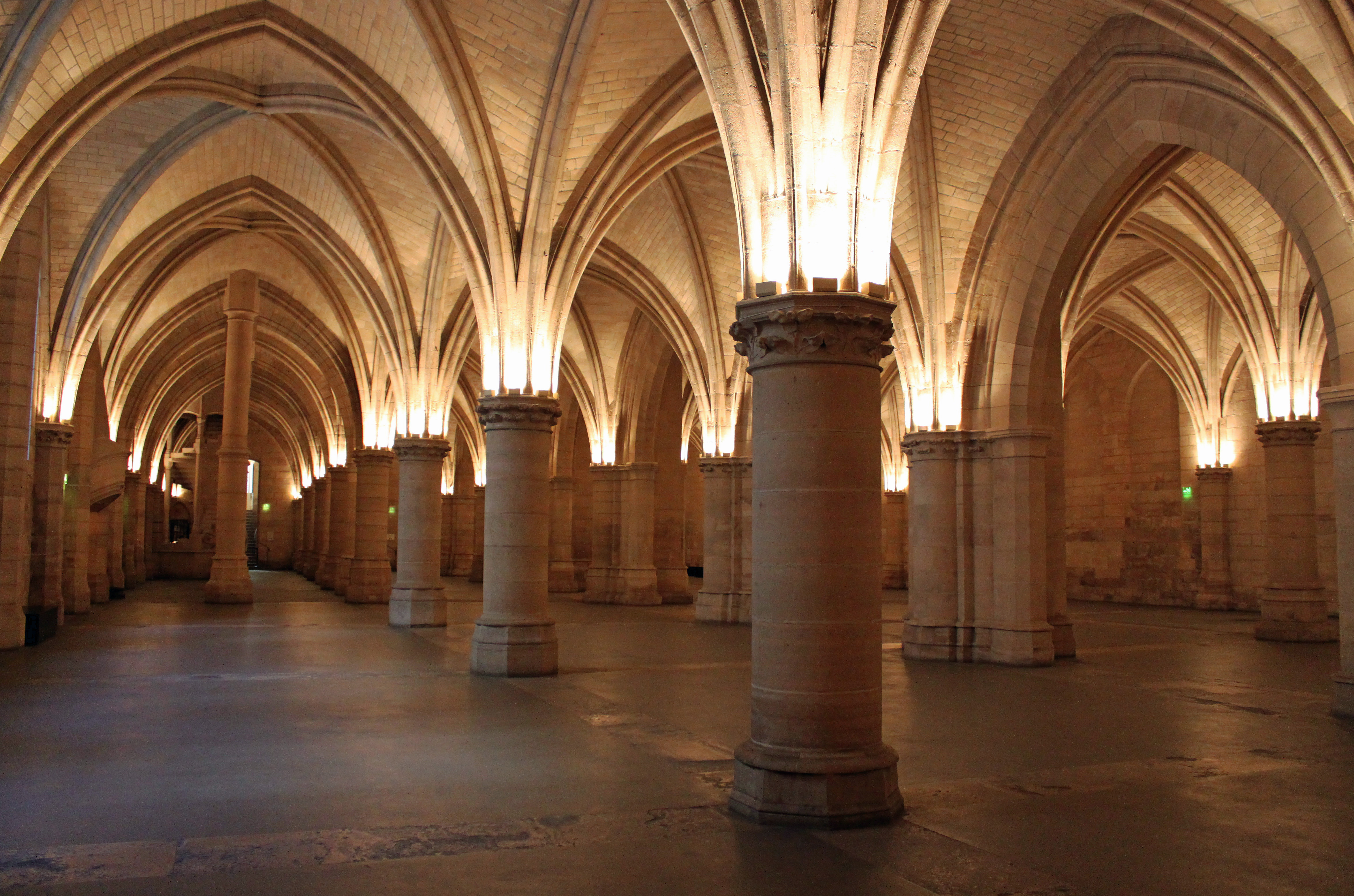
Campate nella Sala dei Gendarmi alla Conciergerie di Parigi